# Bîstrîci, Berezne
Bîstrîci (în ucraineană Бистричі) este o comună în raionul Berezne, regiunea Rivne, Ucraina, formată numai din satul de reședință.

## Demografie
Componența lingvistică a comunei Bîstrîci
     Ucraineană (99,53%)
     Alte limbi (0,44%)
Conform recensământului din 2001, majoritatea populației comunei Bîstrîci era vorbitoare de ucraineană (99,53%), existând în minoritate și vorbitori de alte limbi.